# ...i opet ćemo o džentlmenima sreće
...i opet ćemo o džentlmenima sreće je 6. epizoda serijala Korto Malteze. Imala je 20 strana.

## Premijerno objavljivanje u Srbiji
Epizoda je premijerno objavljena u bivšoj Jugoslaviji u mesečniku Strip art (druga serija) #30 u izdanju sarajevskog "Oslobođenja" 1983. godine. pod nazivom Vitezovi sreće., potom u Politikinom zabavniku, #1862, pod nazivom Tajna četiri keca, koji je izašao 8.9.1987.

## Originalna epizoda
Originalna epizoda pod nazivom …et nous reparlerons des gentilshommes de fortune objavljena je premijerno u #82. francuskog magazina Pif Gadget Valiant, 18. septembra 1970. godine. Hugo Prat je nacrtao i napisao scenario za epizodu.

## Sadržaj
Godine 1917, putujući ka severu, Korto se priseća priče o potrazi za blagom. Sve je, navodno, počelo pre dva veka, kada je kreolski pirat Barakuda sa ostrva Mari-Galant udružio snage s ozloglašenim Kapetanom Tičem, poznatijim kao Crnobradim, Kaliko Džekom Rekamom i lepoticom Agoni iz La Rošela. Zajedno su opljačkali španski galion Fortune royale i preneli njegovo zlato na mali jedrenjak, koji su poverili prijatelju poznatom kao „Santo“, sa zadatkom da sakrije blago. Da bi se ono pronašlo, potrebno je sakupiti četiri keca (tref, karo, herz i pik) jer svaka sadrži deo zagonetke. Tek kada se sve spoje, otkriva se put do blaga.
Korto odlučuje da proistane ne Bakster na ostrvu Sent Kits (tada britanska kolonija) da bi posetio gospođicu Dvoličnom de Poansi, koja potiče iz Barakudine loze. Korto kod sebe ima keca trefa, a Dvolična keca karo. Iznenađenje ga čeka kad sazna da je i Raspućin usidren u luci (njih dvojica su se rastali u Panami, pre nekoliko meseci kada se završila avantura sa Kaluđerom opisana u Baladi o slanom moru). A upravo on ima keca herca! Dvolična i Korto odlaze na Raspućinov brod. Doček je grub, ali trio ipak odlučuje da sarađuje. Zajedno tumače tri keca koje poseduju i kreću ka svom „ostrvu s blagom“. Po dolasku otkrivaju da nisu sami. Uslediće pucnjava. Dvolična će platiti glavom. Po povratku, nakon što se ponovo rastane s Raspućinom koji plovi za Kubu, Korto se vraća na svoj brod. Tu saznaje da je Tristan već otputovao za Englesku. Jeremija mu predaje pismo koje je za njega ostavila Zlatousta dok je bio odsutan. U njemu se nalazi četvrti kec - pik.

## Lokacija epizode
Radnja epizode smeštena je na ostrvo Sent Kits, tačnije u njegov glavni grad Baster (Basseterre), i okolne predele Malih Antila. U trenutku kada se događaji odvijaju, 1917. godine, Sent Kits je bio deo britanske kolonije Saint Christopher-Nevis-Anguilla, u sastavu Britanske Zapadne Indije. Kao takva, teritorija je bila pod upravom britanskog guvernera, a lokalno stanovništvo imalo je ograničena politička prava.
U tom istorijskom kontekstu, ostrva su služila kao važna trgovačka i pomorska tačka u Karipskom moru, sa ekonomijom zasnovanom uglavnom na uzgoju šećera. Britanska kontrola bila je prisutna kroz administraciju, pomorske baze i nadzor nad trgovinom, što čini istorijsku pozadinu susreta likova u luci Baster i njihove potrage za blagom još autentičnijom.
Danas je ova teritorija nezavisna država pod nazivom Sent Kits i Nevis, ali u vreme Kortove avanture to je bila tipična britanska kolonija Kariba – strateški važna i bogata kolonijalnom simbolikom.

## Repriza epizode u albumu
Kasnije, kada su kraće epizode Korta Malteza počele da se grupišu u albume, ova epizoda objavljena je najpre u albumu Pod gusarskom zastavom u izdanju Komune 1996. godine. Kasnije je objavljena u albumu pod nazivom U znaku Jarca u izdanju Darkwooda 2017. godine.

## Prethodna i naredna epizoda
Prethodna epizoda bila je Orao u džungli, a naredna Zbog jednog galeba.
Pogledti još: Spisak epizoda Korta Malteza

## Fusnote
1. ↑  http://skab612.com/index.php?site=bsp_popisi&oznaka=SA79&stranica=1
2. ↑  https://www.archivespratt.com/Strip_Art_hugo_pratt.htm
3. ↑  https://www.archivespratt.com/Politikin_Zabavnik_hugo_pratt.htm
4. ↑  https://www.archivespratt.com/pif_hugo_pratt.htm
5. ↑  http://zona-bede.blogspot.com/2015/10/gli-anni-bede-di-corto-maltese.html
6. ↑  https://www.archivespratt.com/corto_maltese_RS_hugo_pratt.htm